# EA Black Box
EA Black Box (anterior Black Box Games) a fost o companie dezvoltatoare de jocuri video cu sediul în Burnaby, Columbia Britanică, Canada, fondată în 1998.

## Jocuri dezvoltate
- NHL 2K (Dreamcast, 2000)
- NASCAR 2001 (PlayStation, 2000)
- NHL Hitz 20-02 (GameCube, PlayStation 2, Xbox, 2001)
- Sega Soccer Slam (GameCube, PlayStation 2, Xbox, 2002)
- NHL Hitz 20-03  (GameCube, PlayStation 2, Xbox, 2002)
- Need for Speed: Hot Pursuit 2 (PlayStation 2, 2002)
- NHL 2004 (GameCube, PlayStation 2, Xbox, 2003)
- Need for Speed: Underground (GameCube, PlayStation 2, Windows, Xbox, 2003)
- NHL 2005 (GameCube, PlayStation 2, Xbox, 2004)
- Need for Speed: Underground 2 (GameCube, PlayStation 2, Windows, Xbox, 2004)
- Need for Speed: Most Wanted (PlayStation 2, Windows, Xbox, Xbox 360, 2005)
- Need for Speed: Carbon (Macintosh, PlayStation 2, PlayStation 3, Wii, Windows, Xbox, Xbox 360, 2006)
- Skate (PlayStation 3, Xbox 360, 2007)
- Need for Speed: ProStreet (PlayStation 2, PlayStation 3, Wii, Windows, Xbox 360, 2007)
- Need for Speed: Undercover (PlayStation 2, PlayStation 3, Wii, Windows, Xbox 360, 2008)
- Skate It (Wii)
- Skate 2 (PlayStation 3, Xbox 360, 2009)
- Skate 3 (PlayStation 3, Xbox 360, 2010)
- Need for Speed: World (Windows, 2010)
- Need for Speed: The Run (PlayStation 3, Xbox 360, Wii, Nintendo 3DS, Windows, 2011)[1][2][3]